# Otto Geigenberger

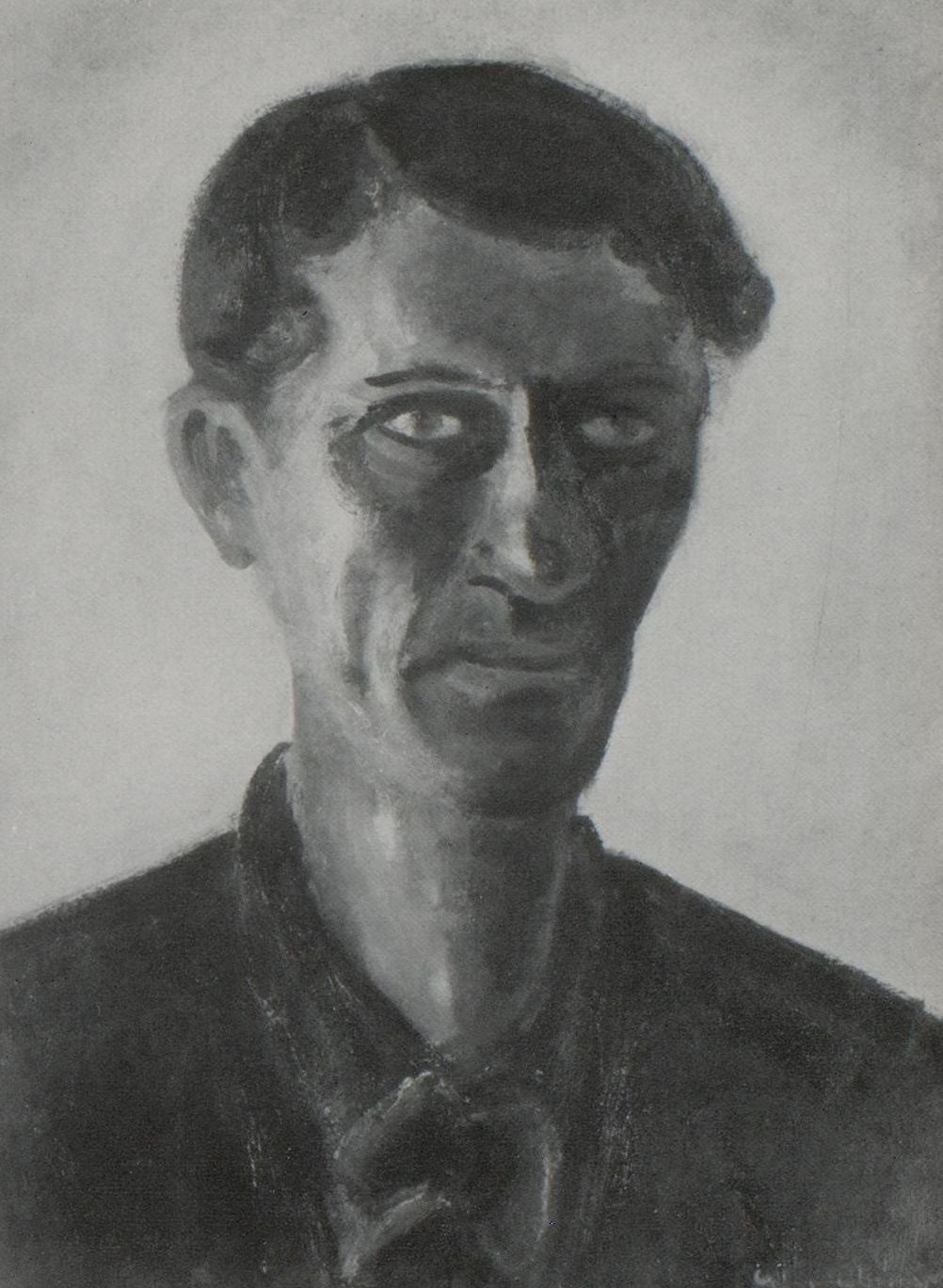
Otto Geigenberger, Selbstbildnis 1935

Otto Geigenberger (* 6. Juni 1881 in Wasserburg am Inn; † 6. Juli 1946 in Ulm) war ein deutscher Maler.

## Leben und Werk
Er war ein Sohn des Wasserburger Steinmetzmeisters Heinrich Geigenberger (1844–1913) und dessen Ehefrau Hortense Rottmayer (1848–1936). Unter seinen sechs Geschwistern wurde Paul (1879–1933) Bildhauer und August ein bekannter Karikaturist und Illustrator. Ottos Kinder, die Zwillinge Anneliese und Hanns-Otto Geigenberger, wurden 1914 geboren und studierten später Malerei und Graphik an der Münchner Akademie.
Otto Geigenberger studierte Malerei an der Königlichen Kunstgewerbeschule in München bei Max Arthur Stremel und Maximilian Dasio. Am Polytechnikum machte er einen Zeichenlehrer-Abschluss. Nach kurzer Lehrtätigkeit an Holzschnittschulen in Oberammergau und Berchtesgaden ließ er sich 1905 in München als freier Kunstmaler nieder und heiratete. Mit seinem Bruder August gründete er eine kunstgewerbliche Werkstatt für Kinderbuchillustrationen und Kinderspielzeugentwürfe. Längere Studienreisen führten Geigenberger sechs Monate nach Paris und für ein Jahr nach Rom in die Villa Massimo, außerdem nach Südfrankreich, Luxemburg, Belgien, Holland, Österreich und vor allem nach Italien, wo er alljährlich an den verschiedensten Orten aquarellierte.

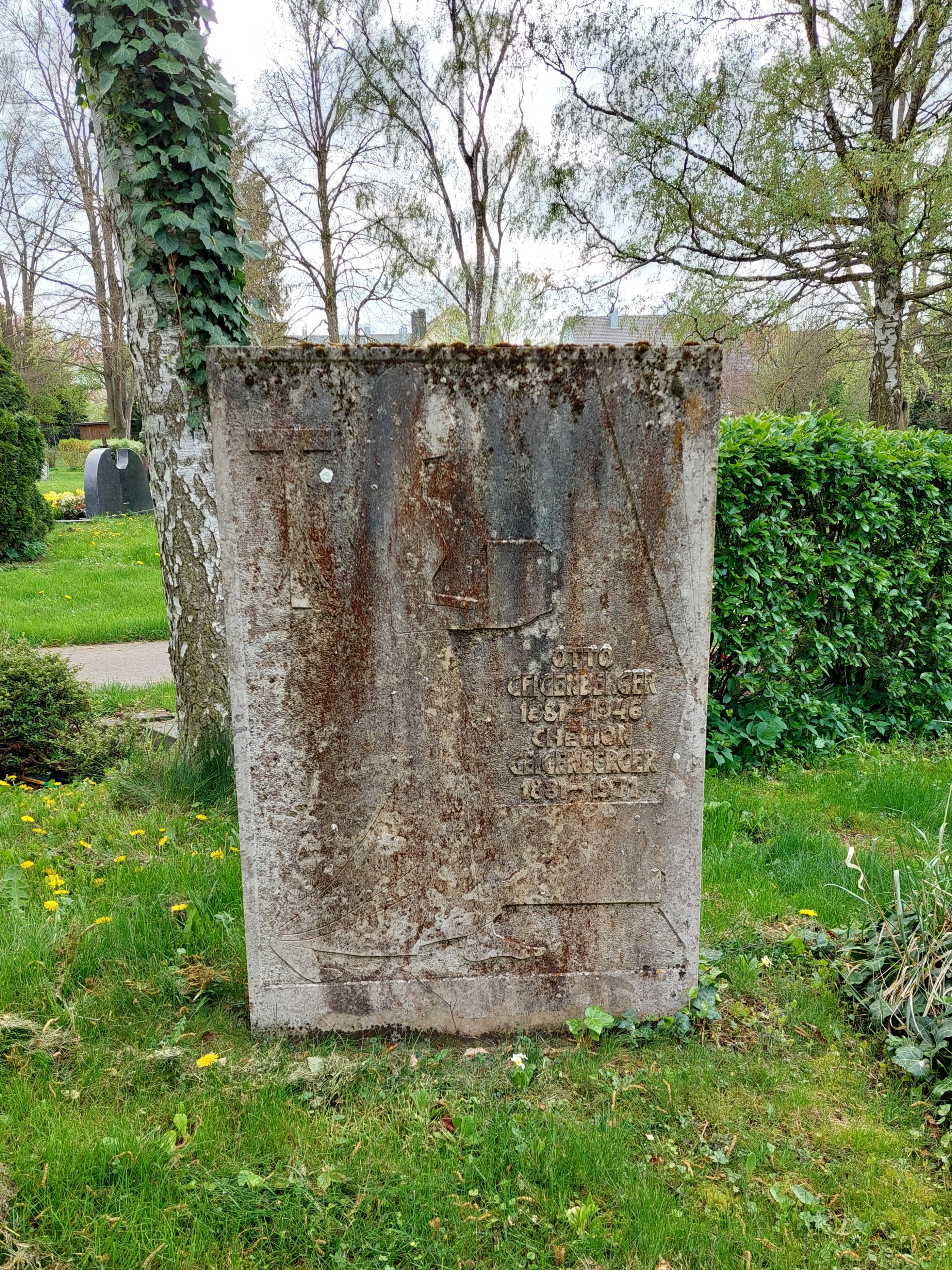
Grabstätte von Otto und Chelion Geigenberger auf dem Friedhof in Ulm-Söflingen

In der Zeit des Nationalsozialismus wurden Geigenbergers Bilder uneinheitlich beurteilt. Einige seiner Bilder galten als „entartet“, und 1937 wurden in der Nazi-Aktion „Entartete Kunst“ sieben davon aus öffentlichen Sammlungen beschlagnahmt. Auf der anderen Seite wurden Reproduktionen von Geigenbergers Bildern unter anderem in den Zeitschriften Deutsche Kunst für alle (1938, 1939, 1941, 1942) und Westermanns Monatshefte (1937, 1938) abgedruckt. Im 1937 erschienenen Buch Münchner Künstlerköpfe wird Geigenberger als „einer der besten deutschen Landschafter der Gegenwart“ bezeichnet. Wilhelm Rüdiger publizierte 1941 in der maßgeblichen Kunstzeitschrift Die Kunst im Deutschen Reich einen Artikel zu seinem 60. Geburtstag. 
In den Jahren 1942 und 1943 konnte Geigenberger auf der Großen Deutschen Kunstausstellung in München ausstellen. 1942 erwarb die Stadt München sein Ölgemälde Binnenwerft für 4800 RM und der Kunstverein Hannover für 5500 RM das Ölbild Hochofenanlage im Bau. 1943/44 traf ihn ein Mal- und Verkaufsverbot; 1944 wurde er jedoch zur Ausstellung Deutsche Künstler und die SS in Breslau mit dem Bild Hünengräber in Heide bei Fallingbostel eingeladen.
Seine Werke befinden sich in staatlichen und städtischen Museen und in Händen verschiedener Sammler im In- und Ausland.
Otto Geigenberger erhielt die Albrecht-Dürer-Medaille der Stadt Nürnberg. Er war Mitglied im Deutschen Künstlerbund und gehörte der Münchner Sezession, der Berliner Secession, dem Verein Berliner Künstler sowie nach 1945 der Neuen Gruppe in München und der Künstlergilde Ulm an. Zu seinen engeren Malerfreunden zählten Josef Kutter, Anton Kerschbaumer, Julius Sailer, Florian Bosch, Max Liebermann, Rudolf Großmann, Leo Putz und der Bildhauer Bernhard Bleeker.
Am 6. Juli 1946 starb Otto Geigenberger im Alter von 65 Jahren unerwartet nach einer Operation in Ulm. Er fand seine letzte Ruhestätte auf dem Friedhof in Ulm-Söflingen, wo sein Grab erhalten ist. Im selben Grab ruht auch seine Ehefrau Chelion Geigenberger (1881–1971).

## Ehrungen und Preise

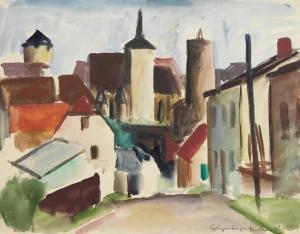
Bautzen, 1931

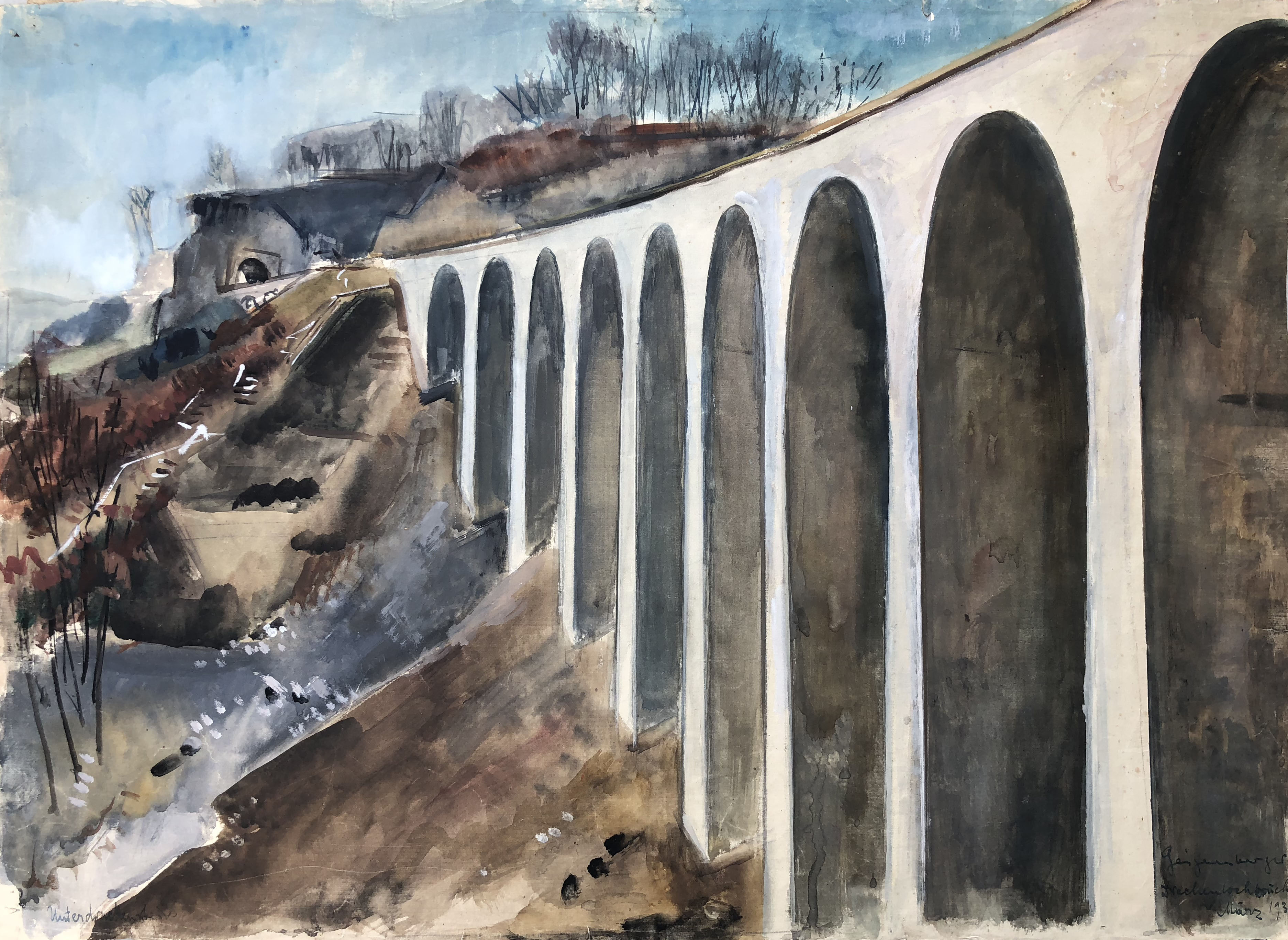
Drachenlochbrücke, 1938

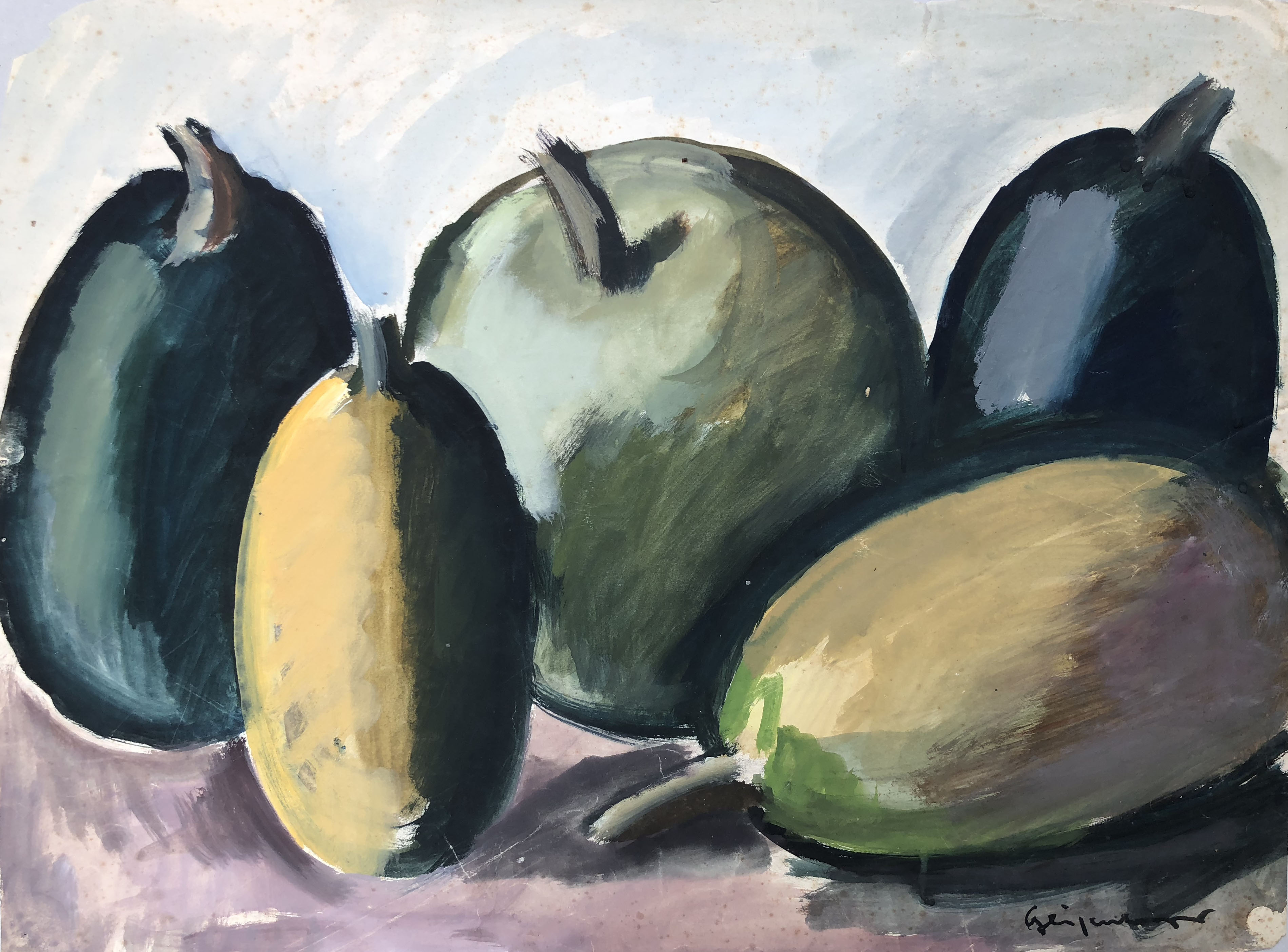
Kürbisse, 1946

Die Städte München und Wasserburg am Inn haben Straßen nach Otto Geigenberger benannt.
- 1928: Albrecht-Dürer-Preis und die Dürer Medaille.[10]
- 1934/35: Studiengast-Aufenthalt in der Villa Massimo, Rom.[11]

## 1937 als „entartet“ aus öffentlichen Sammlungen beschlagnahmte Werke
- San Zeno in Verona (Öl auf Leinwand, 70 × 100 cm; Bayerische Staatsgemäldesammlungen München. Verbleib ungeklärt.)[12]
- Aus Luxemburg I (Öl auf Leinwand, 80 × 100 cm; Bayerische Staatsgemäldesammlungen München. Nach 1945 sichergestellt und Stand November 2019 zur Restitution im Kulturhistorischen Museum Rostock)[12]
- Wasserburg am Inn (Öl auf Leinwand, 80 × 115 cm; Städtische Kunstsammlung Duisburg. Nach 1945 sichergestellt und Stand November 2019 zur Restitution im Kulturhistorischen Museum Rostock)[12]
- Kanal in Brügge (Tafelbild; Städtische Kunstsammlung Duisburg. Verbleib ungeklärt, zuletzt 1950 nachgewiesen beim Bad Homburger Kunsthändler Albert Daberkow)
- Mainlandschaft (Öl auf Leinwand, 70 × 100 cm, um 1933; Städtische Kunstsammlung Duisburg. Verbleib ungeklärt.)
- Frauenchiemsee (Tafelbild; Städtische Kunstsammlung Gelsenkirchen; vernichtet)
- Schiffe am Chiemsee (Aquarell, Städtische Bildergalerie Wuppertal-Elberfeld; vernichtet)